# Ярусово (Новгородская область)
Ярусово — деревня в Окуловском муниципальном районе Новгородской области, относится к Боровёнковскому сельскому поселению.
Деревня расположена на Валдайской возвышенности, в 22 км к северо-западу от Окуловки (46 км по автомобильной дороге), до административного центра сельского поселения — посёлка Боровёнка 15 км (21 км по автомобильной дороге).
Через деревню протекает Ярусовский ручей. В окру́ге расположены ещё три деревни Раменье — в 2 км к северо-западу, Тальцево — в 1,5 км к юго-востоку и деревня Заречная — в 4 км восточнее.
| 2010 |
| ---- |
| 13   |

## История
До 2005 года деревня входила в число населённых пунктов подчинённых администрации Каёвского сельсовета.

## Транспорт
Ближайшая железнодорожная станция расположена в Боровёнке. Через деревню проходит автомобильная дорога Боровёнка — Висленев Остров — Любытино.